# Francis N’Ganga
Francis N’Ganga (ur. 16 czerwca 1985 w Poitiers) – urodzony we Francji kongijski piłkarz, grający na pozycji obrońcy.

## Kariera klubowa
Profesjonalną karierę rozpoczął we francuskim klubie Grenoble Foot 38. Przed sezonem 2009/2010 przeniósł się do Tours FC, w którym spędził trzy sezony. Latem 2012 roku podpisał umowę z belgijskim Royal Charleroi. W 2019 grał w Ermis Aradipu, a w sezonie 2019/2020 w KSC Lokeren.

## Kariera reprezentacyjna
W reprezentacji Konga zadebiutował w 2008 roku. Uczestniczył w eliminacjach mistrzostw świata rozgrywanych w 2010 i 2014 roku.